# Мозги набекрень
Мозги́ набекре́нь (также известен под названиями «Человек с двумя мозгами» и «Человек с двойным мозгом») (англ. The Man with Two Brains) — научно-фантастическая комедия 1983 года режиссёра Карла Райнера.

## Сюжет
Профессор Майкл Хвухрухурр — известный нейрохирург, изобретатель «черепа с отвинчивающейся крышкой» (cranial screw-top). Однажды он сбивает своей машиной «роковую женщину» Долорес Бенедикт, и спасает ей жизнь благодаря своим умениям. Он влюбляется в неё и они женятся.
Вскоре профессор отправляется в Вену, которая в то время живёт в страхе перед «Лифтовым убийцей» (Elevator Killer), где знакомится с «сумасшедшим учёным» (англ. mad scientist) доктором Альфредом Некесситером, который изобрёл технологию сохранения живого мозга в банке с физраствором.
Очень скоро профессор осознаёт, что его новая жена обыкновенная «дешёвая, грубая неряха» (a cheap, vulgar slut), а у себя обнаруживает необычную способность: теперь он способен вступать в контакт с одним из мозгов в коллекции Некесситера — некой Энн Уумеллмахайе. Они влюбляются друг в друга. Вскоре Долорес понимает, что происходит, но скандал ни к чему не приводит: Майкл вышвыривает её из дома, отказывая ей в каком-либо содержании.
Размышляя о своей дальнейшей жизни, Майкл просит своего нового друга Альфреда о сохранении его мозга тоже в банке, рядом с Энн, но Некесситер разочаровывает его: отдельно от тела мозги долго не живут, и предлагает сделать пересадку мозга (англ. whole-body transplant) Энн в тело какой-нибудь недавно умершей женщины. Майкл Хвухрухурр отправляется на поиски симпатичной девушки, которую он мог бы убить, чтобы предоставить тело мозгу Энн, но вскоре понимает, что на это не способен. Тогда Альфред предлагает пересадку в тело самки гориллы, от чего Майкл, после некоторого размышления, отказывается (I couldn’t fuck a gorilla!)
Профессор, снова исполненный решимости, отправляется в центр города со шприцем, наполненным средством для мытья окон (именно таким образом убивает своих жертв «Лифтовый убийца»). Он снимает проститутку, приводит в комнату, но в последний момент опять малодушничает. Покидая здание, Майкл обнаруживает в лифте ещё тёплое тело Долорес, которая стала очередной жертвой «Лифтового убийцы». Потрясённый внезапной удачей, профессор мчится с трупом бывшей жены в лабораторию Некесситера, но его останавливает дорожная полиция (англ. Federal Police (Austria)). Поначалу они принимают мёртвую пассажирку за пьяную и отпускают Майкла, но вскоре понимают, что она мертва, и начинают преследование. Профессор успевает добраться до лаборатории, где Альфред производит пересадку. На глазах ошеломлённых полицейских Долорес оживает. Однако по нелепой случайности сам Майкл Хвухрухурр получает удар током и впадает в кому.
Профессор приходит в себя спустя полтора месяца, рядом с ним Энн в теле Долорес. Он понимает, что по-настоящему любит её, и очень скоро они играют свадьбу.
Фильм заканчивается обращением к зрителям с помощью в розыске «Лифтового убийцы» — Мерва Гриффина (Merv Griffin did not turn himself in and is at large. If you have any information as to his whereabouts, call your local theatre manager).

## В ролях
- Стив Мартин — профессор Майкл Хвухрухурр
- Кэтлин Тёрнер — Долорес Бенедикт, его жена
- Дэвид Уорнер — доктор Альфред Некесситер
- Сисси Спейсек — Энн Уумеллмахайе (озвучивание; в титрах не указана)
- Джордж Фёрт — Тимон
- Эрл Боэн — доктор Феликс Конрад
- Питер Хоббс — доктор Брэндон
- Эстелл Райнер[5] — туристка в лифте
- Джеймс Кромвелл — риелтор
- Мерв Гриффин — камео
- Джеффри Комбс — доктор Джонс

## Премьерный показ в разных странах
- США — 3 июня 1983
- Финляндия — 18 ноября 1983
- Швеция — 27 января 1984
- Норвегия — 31 января 1984
- Австралия — 3 мая 1984
- Западная Германия — 7 июня 1985[6]